# Alexandre Pires (álbum)
Alexandre Pires é o primeiro álbum solo do cantor Alexandre Pires, lançado em 3 de julho de 2001. Como prioridade da BMG Latin Brasil, o disco foi seu primeiro trabalho lançado em espanhol ainda em 3 de julho de 2001. Na edição original em castelhano, o álbum foi divulgado em mais de 25 países de língua espanhola, inclusive na comunidade latina residente nos Estados Unidos. O carro-chefe do disco foi a balada "Usted se me llevo la vida". A versão brasileira é intitulada É Por Amor. O álbum alcançou a posição #3 no Top Latin Albums da Billboard e ficou nos charts por 57 semanas.
| Críticas profissionais                                                      | Críticas profissionais |
| Avaliações da crítica                                                       | Avaliações da crítica  |
| Fonte                                                                       | Avaliação              |
| --------------------------------------------------------------------------- | ---------------------- |
| Allmusic                                                                    | [ 4 ]                  |
| Esta tabela precisa de ser acompanhada por texto em prosa. Consulte o guia. |                        |

## Faixas

### Versão Espanhol
1. Usted Se Me Llevo La Vida
2. Aqui Nada Es Igual
3. Si Tu Me Amaras
4. Demasiado Fuerte
5. Necesidad
6. Es Por Amor
7. Como Una Ola En El Mar (Como uma Onda (Zen-Surfismo))
8. Que Llueva Pa'rriba
9. Ni Un Poquito De Piedad
10. Abandono (Abandono)
11. Amor De Mujer (feat. Shawn Desmond)

### Versão Brasileira
1. Você Roubou a Minha Vida
2. Sem Teu Amor Nada é Igual
3. Se Ela me Amasse
4. Foi Demais
5. Necessidade
6. É Por Amor
7. Se Chove Pra Cima
8. Longe de Você
9. Por um Amor de Mulher
10. Dois Loucos Enamorados
11. Usted Se Me Llevó La Vida
12. Abandono

## Singles
- O primeiro single Usted Se Me Llevo La Vida foi lançado em 16 de abril de 2001 e se tornou um sucesso, alcançando a posição #5 na Billboard: Latin Songs & #2 no Latin Pop Songs.[7]
- O segundo single Necesidad foi lançado em 8 de outubro de 2001 e também foi um sucesso, alcançando a posição #5 na Billboard Latin Songs e #2 no Latin Pop Songs.[8]
- O terceiro single Es Por Amor foi lançado em 7 de janeiro de 2002 e se tornou um bom sucesso, alcançando a posição #8 no Latin Songs e #4 no Latin Pop Songs.[9]

## Charts
| Tabelas musicais (2001/2002)                | Melhor posição |
| ------------------------------------------- | -------------- |
| Estados Unidos - Billboard Top Latin Albums | 3              |
| Estados Unidos - Latin Pop Albums           | 2              |